# Aapravasi Ghat
Aapravasi Ghat (Hindi für Einwanderungsgrenze) war ein Lager für indische Einwanderer nach Mauritius in Port Louis. Ab 1834 diente es als Zwischenstation für 450.000 Menschen, die als Schuldknechte Arbeit auf den Zuckerrohrplantagen der Insel angenommen hatten und dort nach der Abschaffung der Sklaverei die Sklaven ersetzen sollten.
2006 wurde Aapravasi Ghat in die UNESCO-Liste des Weltkulturerbe aufgenommen und steht in Mauritius unter Denkmalschutz. Nach Ansicht des Welterbekomitees stellt es

„eine der ersten Manifestationen dessen dar, was ein weltumspannendes ökonomisches System werden sollte, sowie eine der größten Migrationen der Geschichte.“

## Geschichte
Schuldknechtschaft (englisch Indentured labour) bezeichnet ein System, bei dem Auswanderer sich für mehrere Jahre als Arbeiter verpflichteten, im Gegenzug für die Bezahlung der Passage, eine geringe Entlohnung sowie Kost und Logis. Sie war im 19. Jahrhundert kein neues Phänomen. Die meisten europäischen Siedler in der Karibik und in Nordamerika hatten im 16. und 17. Jahrhundert solche Verträge unterschrieben.
Als nach dem Verbot der Sklaverei im britischen Empire die Plantagenbesitzer auf der Suche nach neuen Formen billiger Arbeitskraft waren, wurde die alte Institution wiederbelebt. Die aufstrebende Ökonomie von Mauritius sollte dabei zunächst als Modellfall für andere Kolonien dienen. Die Arbeiter wurden vorwiegend in Bihar und den indischen Nordwestprovinzen angeworben und erhielten Verträge über fünf Jahre. Bis zu seinem Verbot 1918 dehnte sich das System auch auf andere britische Kolonien aus, etwa Guyana, Südafrika, Trinidad und viele andere.
1849 entstand das Durchgangslager Aapravasi Ghat, in den Folgejahren schnell erweitert, um teilweise bis zu eintausend Menschen gleichzeitig beherbergen zu können. Als 1871 ein Einwanderungsstopp für Kontraktarbeiter nach Mauritius verhängt wurde, wurden dort Migranten beherbergt, die auf dem Weg nach Réunion, Süd- und Ostafrika, der Karibik oder Australien waren. 1923 wurde das Lager geschlossen. 1987 wurde der ursprüngliche Name Coolie Ghat in Aapravasi Ghat geändert, was in Hindi etwa Landungspunkt der Einwanderer bedeutet.
Heute stellen die Nachkommen der indischen Einwanderer 68 % der Bevölkerung von Mauritius.

## Sehenswürdigkeiten
Von Aapravasi Ghat stehen heute nur noch wenige Reste: das Eingangstor und die Krankenstation, die Mauer einer Wohnhütte und Überreste eines Bade- und Toilettenhauses. Sie stammen aus den 1860er Jahren. Außerdem existiert noch die Kaimauer mit ihrer 14 Stufen zählenden schmalen Treppe, die alle Neuankömmlinge passieren mussten. Der Kai grenzt heutzutage nicht mehr an Wasser. Gerade diese Stufen können als Symbol für die gesamte Geschichte der Immigranten gedeutet werden: Wer sie hinaufstieg, befand sich auf dem Weg in ein neues Leben – ob zum Besseren oder zum Schlechteren.

## Gedenken
In Erinnerung an den Tag der Ankunft der ersten Kontraktarbeiter im Jahr 1834 ist der 2. November nationaler Feiertag auf Mauritius.